# Otto Graf (Bauingenieur)
Otto Maximilian Graf (* 15. April 1881 in Schömberg bei Freudenstadt; † 29. April 1956 in Stuttgart) war ein deutscher Bauingenieur und Materialwissenschaftler. Er leitete die Abteilung Bauwesen der Materialprüfungsanstalt Universität Stuttgart (MPA), die später nach ihm benannt wurde (Otto-Graf-Institut).

## Leben
Graf studierte an der Höheren Maschinenbauschule Stuttgart und war danach Ingenieur bei der Maschinenfabrik Augsburg-Nürnberg (MAN). Ab 1903 war er an der von Carl von Bach gegründeten MPA in Stuttgart, wo er sich dem damals neuen Baustoff Eisen- und Stahlbeton widmete. Er arbeitete dort eng mit Emil Mörsch zusammen (damals Leiter des Konstruktionsbüros von Wayss & Freytag) und schuf sich noch vor dem Ersten Weltkrieg einen Ruf als führender Materialforscher im Eisenbeton. Er entwickelte dazu Prüfgeräte und Messverfahren. Im Ersten Weltkrieg koordinierte er die Forschung für das Ingenieur- und Pionierkorps der deutschen Armee. Ab 1919 war er wieder an der MPA Stuttgart und setzte die Zusammenarbeit mit Mörsch (jetzt Professor für Massivbau in Stuttgart) fort und arbeitete auch mit dem Professor für Stahl-, Holz- und Industriebau Hermann Maier-Leibnitz zusammen. In der Weltwirtschaftskrise ließen die Aufträge aus der Industrie nach und er konzentrierte sich auf die Lehre, wobei er auch Prüfmethoden entwickelte und lehrte, die auf der Baustelle anwendbar waren. 1930 wurde er außerordentlicher Professor und später ordentlicher Professor für Baukunde und Materialprüfungen an der TH Stuttgart. Nach der Aufteilung der MPA leitete er ab 1931 die Abteilung Bauwesen (FMPA). In den 1930er Jahren führte die Zusammenarbeit mit der Reichsautobahn ab 1934 zu vielen neuen Aufträgen und Forschungsprojekten des Instituts, was auch zur ersten Zusammenarbeit mit Fritz Leonhardt führte, der später viele Prüfungen zum Stahlbetonbau am Institut ausführen ließ. Im Zweiten Weltkrieg übernahm das Institut kriegswichtige Aufgaben, auch im Holzbau. 1952 wurde das Institut für Bauforschung und Materialprüfung des Bauwesens (so der Name ab 1936) in Otto-Graf-Institut umbenannt. 1950 ging er in den Ruhestand.
Otto Graf gehört zu den Begründern der Stuttgarter Schule des konstruktiven Ingenieurbaus und machte die Forschungsergebnisse seines Instituts zum Stahlbeton weithin bekannt durch Veröffentlichung in den Heften des Deutschen Ausschusses für Eisenbeton. Er war Mitglied des Vereins Deutscher Ingenieure (VDI).

## Schriften
- Materialprüfung bei der Bestellung, Abnahme und Verarbeitung der Baustoffe. In: Für Bauplatz und Werkstatt. Mitteilungen der württembergischen Beratungsstelle für das Baugewerbe. Bd. 22 (1927), Nr. 7, S. 37–40.

## Ehrungen
- 1941 erhielt Otto Graf die Emil-Mörsch-Denkmünze.
- 1952 wurde er mit dem VDI-Ehrenzeichen ausgezeichnet.[2]
- 1981 wurde vom Bundesverband der Deutschen Zementindustrie die Otto-Graf-Stiftung eingerichtet, die seit 1982 alle zwei Jahre den Otto-Graf-Preis an Fachleute verleiht, die sich in hervorragender Weise um Verkehrswege mit Beton verdient gemacht haben. Seit 1987 vergibt die Stiftung zudem alle zwei Jahre den Förderpreis Verkehrsbau für den akademischen Nachwuchs auf diesem Gebiet.[3]